# Johann Christoph Berens
Johann Christoph Berens (* 7. Oktober 1729 in Riga; † 19. November 1792 ebenda) war ein Patrizier, Kaufmann und Ratsherr in Riga. Zuletzt wirkte er dort als Präsident des Handelsgerichts. Bekannt wurde er in der deutschen Literaturgeschichte durch seine Freundschaften mit Johann Georg Hamann und Johann Gottfried Herder sowie als Gründer des Berensschen Kreises, der in Riga die Aufklärung förderte. Er war Mitherausgeber der Wochenzeitschrift Daphne.

## Leben und Wirken

### Studium und Bildungsreise
Johann Christoph Berens war der Sohn einer in der Hansestadt Riga ansässigen Patrizierfamilie, die ursprünglich aus Rostock stammte. In Riga besuchte er wie sein Bruder Reinhold zunächst die Domschule. Er studierte von 1748 bis 1751 an der Königlichen Albertus-Universität Königsberg Rechtswissenschaften. In seiner Studentenzeit lernte er auch Immanuel Kant kennen. Zwei Jahre zuvor hatte sich bereits Hamann an der Königsberger Albertina eingeschrieben. Im April 1751 wechselte Berens an die Georg-August-Universität Göttingen. Nach seinem Studium reiste er durch Deutschland, die Niederlande und Frankreich. Er knüpfte Kontakte zu den literarischen Größen seiner Zeit.

### Berensscher Kreis
Nach seiner Rückkehr 1754 gründete er in Riga gemeinsam mit seinen Brüdern den sogenannten Berensschen Kreis. Es handelte sich dabei um einen engen Kreis von Intellektuellen, der durch Gelehrte aus Königsberg erweitert wurde. Berens widmete sich damit zugleich der örtlichen Kulturpolitik. Diesem der Aufklärung verpflichteten Kreis gehörten neben anderen Johann Christoph Schwartz, Johann Gotthelf Lindner, Gottlieb Schlegel und Johann Friedrich Hartknoch an. Berens kannte Hamann und Lindner aus Königsberg. Hamann war in Königsberg Herders Englischlehrer gewesen, der seinerseits ein Jugendfreund Hartknochs war. Berens war gemeinsam mit Lindner, Hamann und anderen Mitherausgeber der Wochenzeitschrift Daphne gewesen, die von 1749 bis 1750 bei Martin Eberhard Dorn in Königsberg erschienen und als anonyme Gemeinschaftsarbeit herausgegeben worden war. Die Autoren und Herausgeber hatten sich schon damals als lokale Aufklärer verstanden und überwiegend von französischem Geist und Geschmack leiten lassen. Die Zeitschrift spiegelt das geistige Leben der Hauptstadt Ostpreußens vor dem Auftreten Kants und Hamanns wider.

### Freundschaft mit Hamann
Hamanns erste größere Veröffentlichung war die Übersetzung einer handelspolitischen Schrift. Er wurde darauf 1756 beim Handelshaus Berens in Riga eingestellt, das ihn 1757 nach London schickte, wo Hamann beruflich und persönlich scheiterte. Nach Hamanns christlichem Erweckungserlebnis und seiner Kritik der Aufklärung kam es zu Spannungen mit dem Berensschen Kreis, der ihn nun für einen bürgerlich unbrauchbaren christlichen Schwärmer hielt. Berens versuchte, seinen alten Freund und Mitarbeiter für die Gedanken der Aufklärung zurückzugewinnen. Kant sollte dabei helfen und vermitteln, er war aber nicht erfolgreich. Im Zusammenhang dieser Meinungsverschiedenheiten scheiterte 1758 auch Hamanns Werben um die Schwester Catharina Berens und es entstanden die Sokratischen Denkwürdigkeiten als Rechtfertigungsschrift gegen Berens und Kant.

### Öffentliche Ämter
Berens war in erster Ehe mit Catharina van Limburg verheiratet, der ältesten Tochter eines holländischen Handelshauses. Neben dem kaufmännischen Wirken in seinem Unternehmen widmete sich Berens auch öffentlichen Ämtern in Riga als Deputierter der Stadt für die Residenz Sankt Petersburg, als Ratsschreiber, Aufseher des Stadtarchivs, seit 1771 als Mitglied des Magistrats und zuletzt als Oberwettherr. Damit stand er dem örtlichen Handelsgericht als Präsident vor. 1786 zog er sich bei geschwächter Gesundheit in das Privatleben zurück, nachdem die alte Verfassung Rigas der allgemein-russischen „Stadtordnung“ weichen  musste. Er starb im November 1792, sein einziger noch lebender Sohn Abraham führte sein Werk fort. Zu seinen Ehren wurde an der Stadtbibliothek zu Riga seine Büste aufgestellt.

## Schriften

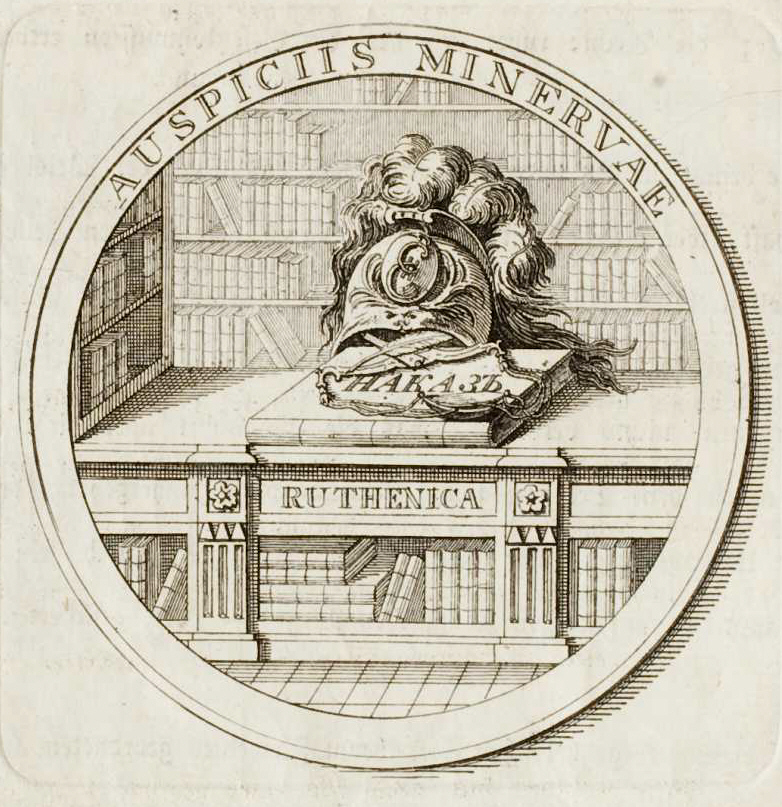
Illustration aus Die Bombe Peters des Grossen in der Stadtbibliothek von Riga : Denkschrift. Statt einer Beschreibung der wiederzueröffnenden Stadtbibliothek von einem vormaligen Mitgliede des alten Magistrats von Johann Christoph Berens (1787)

Johann Christoph Berens Schriften behandeln meist Angelegenheiten Rigas. Ein Werkverzeichnis bietet das Allgemeine Schriftsteller- und Gelehrten-Lexikon der Provinzen Livland, Esthland und Kurland von Johann Friedrich von Recke aus dem Jahr 1828. Berens hinterließ mehrere Aufsätze über den Handel Rigas sowie über städtische Einrichtungen und Entwicklungen. 1783 erschien „Riga, die bestätigte Municipal-Verfassung“.

„Im Jahre 1783 wurde das Rigaische und Revalsche Gouvernement nach der großen Gesetzgeberin weisen Anordnung für die noch gegenwärtig bestehenden Statthalterschaften unsers russischen Welt-Systems eingerichtet. Sie erklärte unsere Municipal-Verfassung für gut, und bestätigte sie nicht nur, sondern richtete noch eigene obere Gerichtsbehörden ein, als den Gouvernements-Magistrat und das Gewissens-Gericht, zu welchem aus unserem eigenen guten Bürgerkreise bewährte Männer alle 3 Jahre zu wählen waren, ohne daß ihnen ihre Stimmen und Verrichtungen in den bürgerlichen Zusammenkünften und Verbindungen entrissen wurden. Bei dieser Gelegenheit schrieb dieser unser geliebter Bruder [d. i. Johann Christoph Berens] an Jene seiner geliebten Mitbürger und Freunde, keine Flammenschrift, sondern mit reiner Empfindung, mit ruhigem Nachdenken, wie im Schatten an einem heißen Tage […]“

1787 veröffentlichte Berens „Die Bombe Peters des Großen, statt einer Beschreibung der wieder zu eröffnenden Stadt-Bibliothek von einem vormaligen Mitgliede des alten Magistrats“. Als seine bedeutendste Schrift gilt „Bonhomien, geschrieben bey Eröffnung der neuerbauten rigischen Stadtbibliothek“ aus dem Jahr 1792. Herder hat in seinen „Briefen zur Beförderung der Humanität“ daraus zustimmend zitiert.

„In einem Leben, wo oft in seinen Ämtern und vielfachen Bestrebungen Arbeiten von heterogener Natur, im Grunde seiner Neigung so fremde, seinen Geist niederschlagen und das Herz in die Enge ziehen mußten, hat er doch immer seine Stellen geliebt, sie mit Kräften und Redlichkeit ausgefüllt; und zuletzt noch, nachdem sein Leben ganz seiner Stadt gehört hatte und nur der letzte Rest desselben durch die Umstände der Wirksamkeit entzogen war, suchte er ihr durch seine Schrift noch nützlich zu werden. […] Die Stadt, für welche dieser edle Bürger und Senator schrieb, ist Riga; sein Name ist: Johann Christoph Berens […] Empfindlich wird meine Seele gerühret, wenn ich an die Zeiten, in denen ich in ihrem Kreise lebte, an so manche vortreffliche Charaktere ihrer edlen Geschlechter, an meine Freunde in denselben und unter ihnen an den Verfasser der »Bonhommien« zurückgedenke.“